# Seznam ostrovů Kypru
Toto je seznam ostrovů Kypru zahrnující ostrovy, ostrůvky a skaliska při pobřeží ostrova Kypr
- Ayios Georgios (Yeoryios) - ostrůvek u poloostrova Akamas
- Aspro - ostrůvek u poloostrova Karpasia
- Dhemoniaris - ostrov u poloostrova Karpasia
- Galounia - ostrůvek u poloostrova Karpasia
- Glaros - ostrůvek u poloostrova Karpasia
- Glykiotissa - ostrov v regionu Kyrenia
- Khamili - ostrůvek u poloostrova Akamas
- Jila - ostrov u poloostrova Karpasia
- Kalamoulia - ostrůvek u Karavasu
- Kannoudhia - ostrůvek u poloostrova Akamas
- Kemathion - ostrůvek u poloostrova Karpasia
- Khoti - ostrůvek u Ayiosu Amvrosiosu
- Kionos - ostrůvek u poloostrova Akamas
- Klidhes - souostroví u konce poloostrova Karpasia
- Koppo - ostrůvek u poloostrova Akamas
- Kordhylia - ostrov u poloostrova Karpasia
- Kormakitis - ostrůvek u mysu Kormakitis
- Koutisopetri - ostrůvek u poloostrova Karpasia
- Koutoulis - ostrůvek u poloostrova Karpasia
- Lefkonisos - ostrůvek u poloostrova Karpasia
- Mazaki - ostrov u poloostrova Akamas
- Maniji - ostrůvek u Peyie
- Moulia - skály u Paphosu
- Nisarka - ostrůvek u Paphosu
- Nisha - ostrůvek u poloostrova Karpasia
- Palloura - ostrůvek u poloostrova Karpasia
- Petra Tou Limniti - ostrůvek u Pyrgosu
- Petra Tou Romiou - ostrůvek u Kouklie
- Scales - ostrůvek u poloostrova Karpasia
- Sernos - ostrůvek u poloostrova Karpasia
- Skaloudhia - ostrůvek u poloostrova Karpasia
- Skamni - ostrůvek u poloostrova Karpasia
- Vatha- ostrůvek jižně od Limassolu
- Yeronisos - ostrov u Peyie
- Yeronisos - ostrůvek u Karavasu